# Laurence Biberfeld
Pour les articles homonymes, voir Biberfeld.
Laurence Biberfeld, née le 6 novembre 1960 à Toulouse, est une écrivaine française, autrice de romans policiers.

## Biographie

### Enfance et formation
Laurence Biberfeld nait à Toulouse. À la fin d'une enfance et d'une adolescence difficile, elle passe et obtient le baccalauréat en candidate libre. Puis elle réussit le concours pour devenir institutrice. Elle travaille en Lozère, Beauce ou encore Ardèche. Elle exerce son métier pendant 18 ans avant de quitter l'éducation nationale en 1999 pour se consacrer à l'écriture.

### Carrière littéraire
En 2002, elle publie son premier polar, La B.A. de Cardamone. Le roman raconte l'histoire d'une marginale, Lisa, battue par son ancien compagnon et dont le nouvel ami, éducateur auprès des jeunes en difficulté, est assassiné. Elle aide alors le commissaire Machin à mener l'enquête sur ce meurtre. Son troisième roman, La Vieille au grand chapeau se déroule dans le milieu du travail clandestin. En 2009, elle participe à l'aventure du Poulpe avec On ne badine pas avec les morts. Selon Jean-Marc Laherrère et Claude Mesplède « L'originalité de Laurence Biberfeld consiste à raconter des histoires qu'on n'a jamais lues nulle part. Elle sait parler du quotidien en créant des personnages comme on peut en croiser tous les jours, mais elle le fait toujours avec une préoccupation romanesque soutenue par une écriture efficace et crue, qui conjugue dureté et humour cinglant sous la forme de savoureuses formules ».
En 2022, son roman Malencontre, destiné notamment aux jeunes lecteurs, remporte le grand prix de la Société des Gens de Lettres et est sélectionné pour le prix Pépites du Salon du livre et de la presse jeunesse de Montreuil. Ce roman noir raconte l'histoire d'une réfugiée et de son fils de 12 ans rattrapés par leur passé en montant dans une rame de la ligne 13 du métro parisien.
En 2024 sort Grain d’hiver, qui raconte l’histoire d’Edoyo, accusée d’avoir assassiné son conjoint, et de sa grand-mère Gafna. L'autrice explore les thèmes de la violence, de l'exil, de la famille ou encore de l'environnement. 
Parallèlement, Laurence Biberfeld est dessinatrice. Elle illustre ainsi en 2012 le livre de Abdel Hafed Benotman, Coco. Elle va également à la rencontre de ses lecteurs,. 

### Vie privée
Elle s'est établie à Campestre-et-Luc.

## Œuvre

### Romans
- La B.A. de Cardamone, Série noire no 2660, 2002
- Le Chien de Solférino, Série noire no 2711, 2004
- Évasion rue Quincampoix, Noir urbain, 2004
- La Vieille au grand chapeau, Série noire no 2732, 2005
- Un chouette petit blot, Suite noire no 21, 2008
- La Bourse ou la vie, collection Mona Cabriole, 2009
- On ne badine pas avec les morts, Le Poulpe no 262, 2009
- Qu’ils s’en aillent tous !, Éditions Baleine, 2011
- Les Enfants de Lilith, Éditions Au-delà du raisonnable, 2013
- La Meute des honnêtes gens, Éditions Au-delà du raisonnable, 2014
- Ce que vit le rouge-gorge, Éditions Au-delà du raisonnable, 2015
- Il nous poussait des dents de loup, Éditions Court Circuit, 2015
- Écoute les cloches, Éditions Au-delà du raisonnable, 2017
- Sous la neige, nos pas, Territori, Éditions La manufacture de livres, 2017
- Le Voyage de Mehdi, Éditions Au-delà du raisonnable, 2018
- Péter les boulons, Éditions in8, 2019
- Panier de crabes, Éditions in8, 2021
- Malencontre, Faction, Éditions in8, 2022
- Grain d'hiver; Éditions in8, 2024

### Poèmes
- Des fleurs sur son linceul, collectif Je suis Razan, Un visage pour la Palestine, sous la direction de Chantal Montellier, Edts Arcane 17, 2021
- Prends garde à toi, collectif Stantare, Résistances d'écrivains, en soutien à Jean-Pierre Santini, Edts À Fior di Carta, 2021

### Autres ouvrages
- Le Roi du silence, le Bruit des autres, 2009
- Apprendre à désobéir, La Collection N'autre école, Éditions CNT, 2012
- La Femme du soldat inconnu, Collection Féminisme, Antipatriarcat, etc., Éditions Libertaires, 2014
- Le plus vieux métier du monde... Qu'ils disent, Collection Féminisme, Antipatriarcat, etc. Éditions Libertaires, 2016

### Nouvelles
- Esméralda et le Zombi, dans le recueil Du noir dans le vert II, Poches no 32, L'Écailler du sud, 2003
- Tranche de vie sur arrêt de tranche, Recueil de nouvelles Mauves en noir 2006
- Nativité, Le noir dans la truffe, Autres temps, 2006
- Pions noirs, cols blancs, Mauves en noir 2007
- L'enfance de l'art, Rendez-vous au pied de la statue, Terre de Brume, 2007
- Treize noire, impair et manque, salon Cognac treizième 1996-2008, republié en 2017 dans la collection Double noir.
- Conférence, revue Entropia no 9, 2010
- Ma petite entreprise, Laboratoires du noir, Loubatières, 2012
- L'habit et le moine, Livresques du noir, Les auteurs du noir face à la différence, Jigal, 2012
- Le boom de Boum, Boum, boom, Mauves en noir 2015
- Aujourd'hui est un autre jour, Etrange Etranger, La manufacture de livres, 2015
- Va vers la lumière, Jean-Pierre, Mortelles primaires, Arcane 17, 2016
- Et toc ! Sous les pavés la rage, Arcane 17, 2018
- Accueillir les étrangers, dans la chapelle de mon corps, Les sept œuvres de miséricorde, Goater noir, 2018
- Réincarnation, Métamorphoses, Mauves en noir 2019
- Mambo Koyama-Libre, Hommage à Art Pepper, No limit, petit à petit, 2019
- All cops..., C'est l'anarchie ! Noires nouvelles, Edts du Caïman, 2020
- Doublées ! Son double, Mauves en noir, 2020
- La balade de Lucy, Refuge(s), Goater noir, 2020
- Les femmes et les enfants d'abord, Vive la Commune ! Edts du Caïman, 2021
- Les anges crèvent de froid en enfer, Ours Éditions, 2022
- La hyène, Ours Éditions, 2023
- Blaireau, cochon et chien, Ours Éditions, 2024

### Illustrations
- Portraits dans La bibliothèque anarchiste, de Michael Paraire, Philippe Paraire et Michel Baudouin, Editions du Monde libertaire, 2009
- Coco, Abdel Hafed Benotman, Éditions Écorce, 2012
- Pas normale, Tit' Soso, Féminisme, antipatriarcat, etc.. Edts Libertaires, 2017
- On a vu la lumière... et puis ça s'est éteint, nouvelle graphique dans le recueil Des nouvelles de mai 68, Editions du caïman, 2018

## Prix
- Prix marseillais du Polar 2014 pour Un chouette petit blot
- Prix Émile Guillaumin 2014 pour La meute des honnêtes gens
- Prix Jules Sandeau 2017 pour Sous la neige, nos pas
- Prix Fernand Pelloutier 2022 pour Panier de crabes
- Prix jeunesse de la Société des Gens de Lettres 2023 pour Malencontre[10]
- Prix Tatoulu 2024 pour Malencontre

## Sources
- Claude Mesplède (dir.), Dictionnaire des littératures policières, vol. 1 : A - I, Nantes, Joseph K, coll. « Temps noir », 2007, 1054 p. (ISBN 978-2-910-68644-4, OCLC 315873251), p. 224-225.